# Rolf Keller (Jurist)
Rolf Keller (* 19. Juni 1935 in Stuttgart; † 11. September 1998 in Hechingen) war ein deutscher Ministerialbeamter.

## Leben
Keller studierte Rechtswissenschaften in Tübingen, München und Paris. Er legte 1959 die erste und 1964 die zweite juristische Staatsprüfung ab. 1965 wurde er zum Dr. iur. promoviert. Er war seit 1955 Mitglied der katholischen Studentenverbindung AV Cheruskia Tübingen im CV.
1964 trat er in den baden-württembergischen Justizdienst ein und war zunächst als Richter und dann als Staatsanwalt tätig. 1967 wechselte er an das baden-württembergische Justizministerium. 1981 wurde er leitender Oberstaatsanwalt der Staatsanwaltschaft Stuttgart.
Er leitete von 1984 bis 1993 als Ministerialdirigent die Strafrechtsabteilung im baden-württembergischen Justizministerium. Von 1993 bis 1995 war er Generalstaatsanwalt in Stuttgart. Danach kehrte er als Ministerialdirektor in das Justizministerium zurück und war von 1995 bis 1998 als Amtschef der ständige Vertreter der Minister Thomas Schäuble und Ulrich Goll.
Seit 1984 war er Honorarprofessor an der Juristischen Fakultät der Universität Tübingen.